# Harald Rydén
Harald Rydén, född 1920 i Oskarshamn, död 2005 i Västerås, var en svensk reklamman och kompositör. Han var bror till Ivar Rydén. Under flera år var han musikalisk reklamchef på svenska avdelningen av Husbondens röst men blev sedermera chef inom ICA-koncernen. Han komponerade även musik som utgavs på 78-varvare. 
Åren 1945-1948 var han gift med Ullacarin Rydén.

## Kompositioner
- Sheriffens sång tillsammans med Tryggve Arnesson (sjöngs in på HMV av Harry Brandelius med Thorsten Sjögrens orkester 1954 samt på Odeon av Cacka Israelsson med Putte Wickmans orkester 1955)
- Mitt barndomshem, bearbetning och arrangemang av fadern Johan August Rydéns text (sjöngs in på HMV av Christer Falkenström 1954)